# الشعاب السواعد (كشر)

تعديل مصدري - تعديل

الشعاب السواعد هي إحدى قرى عزلة عاهم بمديرية كشر التابعة لمحافظة حجة، بلغ تعداد سكانها 271 نسمة حسب تعداد اليمن لعام 2004.